# Pipreola riefferii
A Pipreola riefferii a madarak osztályának verébalakúak (Passeriformes) rendjébe és a kotingafélék (Cotingidae) családjába tartozó faj.

## Rendszerezése
A fajt Auguste Boissonneau francia ornitológus írta le 1840-ben, az Ampelis nembe Ampelis riefferii néven.

## Alfajai
- Pipreola riefferii chachapoyas (Hellmayr, 1915)
- Pipreola riefferii confusa Zimmer, 1936
- Pipreola riefferii melanolaema P. L. Sclater, 1856
- Pipreola riefferii occidentalis (Chapman, 1914)
- Pipreola riefferii riefferii (Boissonneau, 1840)
- Pipreola riefferii tallmanorum O'Neill & T. A. Parker, 1981[2]

## Előfordulása
Ecuador, Kolumbia, Peru és Venezuela területén honos. Természetes élőhelyei a szubtrópusi vagy trópusi hegyi esőerdők. Állandó, nem vonuló faj.

## Megjelenése
Testhossza 20 centiméter, testtömege 46–61 gramm.
|  |

## Életmódja
Gyümölcsökkel táplálkozik.

## Természetvédelmi helyzete
Az elterjedési területe nagyon nagy, egyedszáma viszont stabil. A Természetvédelmi Világszövetség Vörös listáján nem fenyegetett fajként szerepel.